# Carol Wallenstein de Vella
Carol (Scarlat) Wallenstein de Vella sau Karol Wallenstein sau Carol Valștain (n. 1795, Gospic - d. 26 decembrie 1858 / 1863, București) a fost un pictor, profesor și muzeograf croat care a fost primul profesor de desen al Colegiului Sfântul Sava din București. În data de 8 iulie 1837, la inițiativa Marelui Ban Mihalache Ghica, Carol Wallenstein a fost numit ca prim director al Muzeului Național de Istorie Naturală și Antichități din București. Muzeul Național a fost înființat prin decretul dat în data de 3 noiembrie 1834 de către domnitorul Alexandru Dimitrie Ghica.

## Biografie

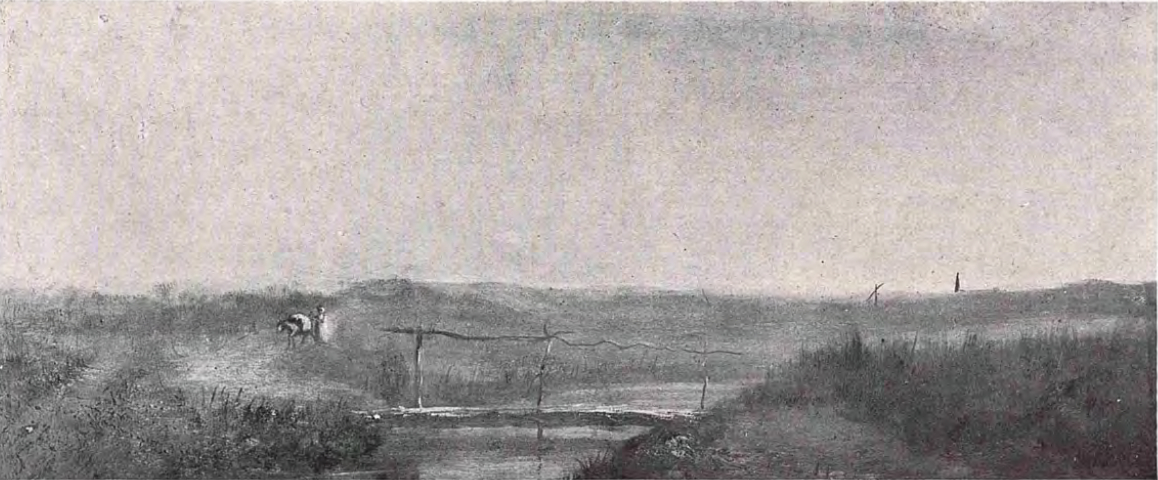
Peisaj - de Carol Wallenstein

Carol Wallenstein s-a născut în localitatea Gospic de lângă Zagreb, Croația de astăzi, în familia lui Ioan Vella de unde și particula  de Vella a numelui său. Carol a fost adoptat de către domnul Wallenstein care a devenit tatăl său vitreg. Studiile de pictură le-a făcut la Academia de Arte Frumoase din Viena pe timpul când majoritatea școlilor de arte germane se aflau sub influența neoclasicismului lui Anton Raphael Mengs. Academia de la Viena i-a oferit tânărului Carol Wallenstein o formație tradițională. O dată cu terminarea cursurilor Academiei de la Viena, Carol a plecat la Brașov unde și-a completat educația plastică sub tutela profesorului Debler. După 22 de ani, în anul 1817, Carol Wallenstein s-a stabilit la Craiova și a locuit la familia unei mătuși. În anul 1821 s-a căsătorit cu o româncă din Slatina și s-a făcut remarcat în această perioadă ca profesor de desen și pictor.
Anul 1829 îl găsește pe Carol Wallenstein în serviciul Eforiei Școlilor din București și drept urmare în anul 1830 a fost numit profesor la Colegiul Sfântul Sava. A publicat în 1836 o mie de exemplare din Elemente de desen și de arhitectură la editura lui Ion Heliade-Rădulescu și a făcut o serie de litografii inspirate din istoria românilor. Ion Heliade-Rădulescu a fost atras de compozițiile cu tematică istorică și a realizat mai multe lucrări dintre care cel mai cunoscut este Lupta de la Călugăreni a lui Mihai Viteazul. Acest tablou a fost comandat de către Eforiile Școlilor Județene ale profesorilor și a fost litografiat la Viena. Alte tablouri istorice au fost Întoarcerea Prințului Știrbei din Viena (comandat de domnitor în anul 1850), Jurământul lui Mihai, Portretul domnitorului Grigore Ghica, etc.
Beneficiind de prerogativele ce derivau din funcția de profesor de desen la Colegiul Sfântul Sava, Carol Wallenstein a organizat la acest colegiu prima colecție de mulaje după operele marilor maeștri italieni, portrete contemporane sau chiar portrete fictive ale vechilor domnitori ai principatelor românești. În paralel cu activitățile didactice, Carol Walenstein s-a implicat în organizarea muzeului înființat în anul 1834 la Colegiul Sfântul Sava din inițiativa lui Mihalache Ghica. În calitatea funcției de conservator al muzeului, Wallenstein a îmbogățit colecția de numismatică, sigilografie și științele naturii cu multe exponate, mai ales la secția de ornitologie de care era pasionat. Wallenstein a fost primul director al Muzeului Național din București din data de 8 iulie 1837.
Prin decretul dat de către Barbu Știrbei în data de 24 decembrie 1850, s-a înființat în cadrul muzeului galeria de tablouri a cărei conducere a fost preluată de către Carol Wallenstein. Prin acest decret s-a ordonat Eforiei Școlilor ca toate gravurile și tablourile existente în patrimoniul școlii să fie expuse într-un mod adecvat într-una din sălile muzeului. Cu această ocazie, Barbu Știrbei a donat galeriei două tablouri, unul de Gheorghe Tattarescu (care era în acel an student la Roma) și un altul semnat de către Petre Alexandrescu. În data de 18 decembrie 1851, același Barbu Știrbei a aprobat achiziționarea a cinci lucrări executate de Constantin Lecca. O lungă perioadă de timp, lucrările istorice și portretele din Pinacoteca liceului, au fost nucleul expozițional principal în colecția adunată la Sfântul Sava. În anul 1851 postul de profesor de desen la Colegiul Sfântul Sava a fost preluat de către pictorul Constantin Lecca.
Carol Wallenstein de Vella a fost un foarte bun prieten al lui Carol Popp de Szathmari cu care a fondat în anul 1858 o tipografie.

## Iosif Wallenstein
Iosif Wallenstein (1831 - 1900) a fost fiul lui Carol Wallenstein de Vella și este considerat pionierul învățământului românesc și primul muzeograf bucureștean. Iosif a fost profesor de desen la Ploiești. O dată cu izbucnirea războiului ruso-turc din 1877, Iosif Wallenstein s-a încorporat ca voluntar și a mers pe front. Ca urmare, el a realizat un tablou intitulat Luarea Griviței de către Batalionul nr. 2 Vânători din Ploiești la 30 august 1877. Lucrarea este importantă pentru iconografia războiului, fără a avea o valoare plastică deosebită.

## Galerie imagini

Elemente de desen şi de arhitectură, București, 1836
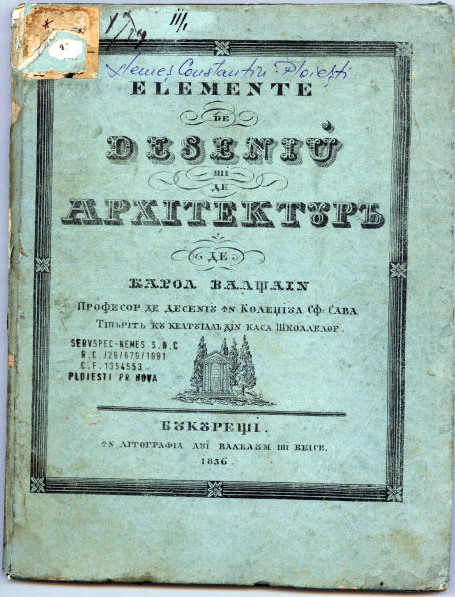
Elemente de desen (1)
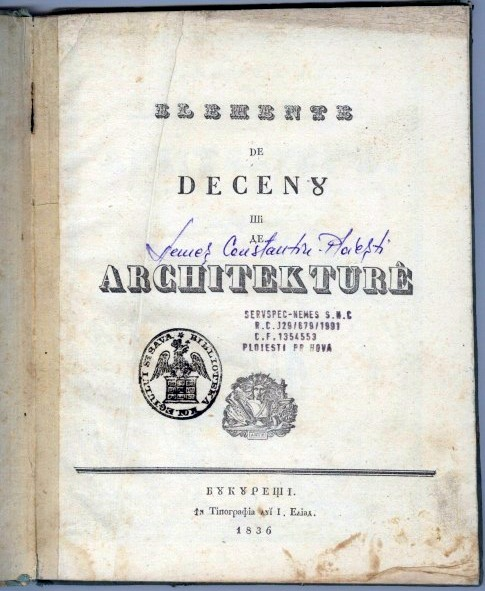
Elemente de desen (2)
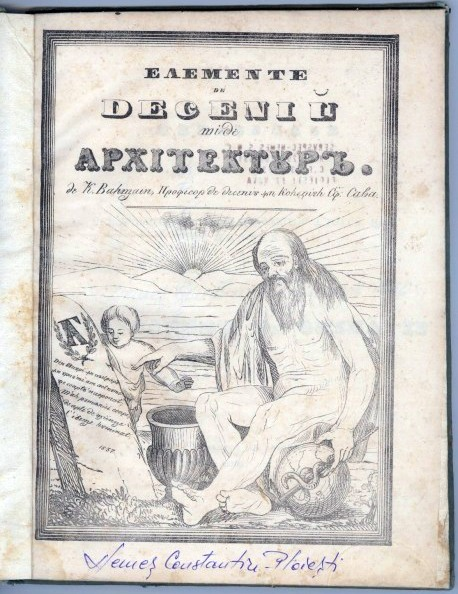
Elemente de desen (3)
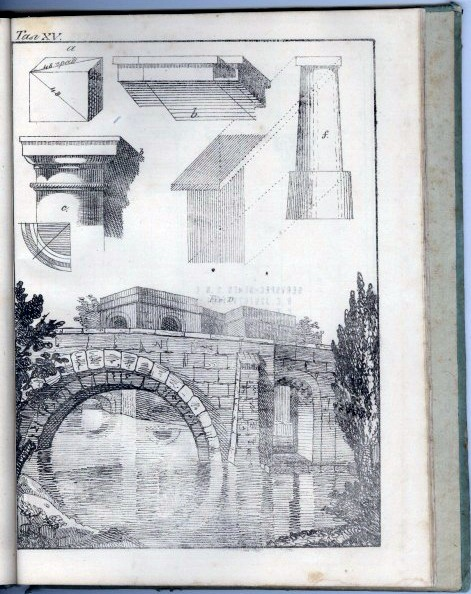
Elemente de desen (4)
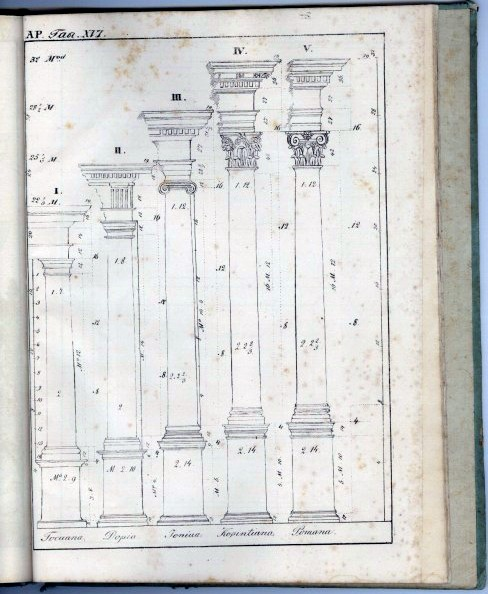
Elemente de desen (5)
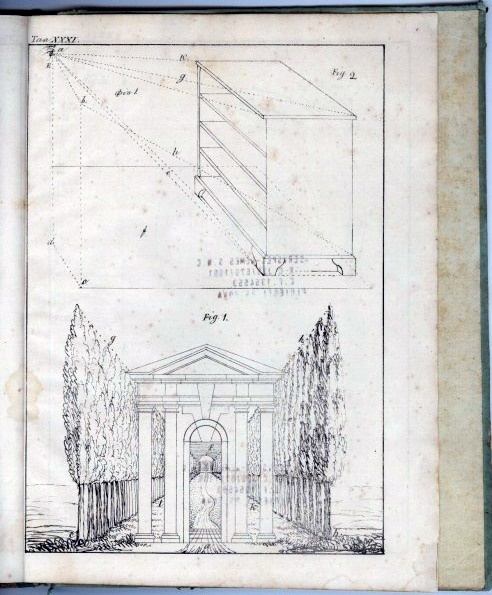
Elemente de desen (6)

## Scrieri
- Elemente de desenu și de architecturi, [pe copertă de: Carol Valstain, Profesor de deseniu în Colegiul Sf. Sava, Tipărită cu cheltuială din Casa Școalelor]. București (În Tipografia lui I. Eliad, [pe copertă: În Litografia lui Valbaum și Veiser]), 1836. (23,5 x 19). 23 p., 35 f. pl. (II 32812), cu caractere chirilice.[9]
- Elemente de ornitologie după proprii observații locale chiar în Țara Românească, [de] Carol Valștein. București (Tip. Mitropoliei). 8°. [1840]. 414 p. (Iarcu, p. 159) [9]